# Ribeirão Ubá
Ribeirão Ubá är ett vattendrag i Brasilien.   Det ligger i delstaten Paraná, i den södra delen av landet, 900 km söder om huvudstaden Brasília.
Omgivningarna runt Ribeirão Ubá är huvudsakligen savann. Runt Ribeirão Ubá är det ganska tätbefolkat, med 65 invånare per kvadratkilometer.